# Brzeźnica (gromada w powiecie wałeckim)
Brzeźnica – dawna gromada, czyli najmniejsza jednostka podziału terytorialnego Polskiej Rzeczypospolitej Ludowej w latach 1954–1972.
Gromady, z gromadzkimi radami narodowymi (GRN) jako organami władzy najniższego stopnia na wsi, funkcjonowały od reformy reorganizującej administrację wiejską przeprowadzonej jesienią 1954 do momentu ich zniesienia z dniem 1 stycznia 1973, tym samym wypierając organizację gminną w latach 1954–1972.
Gromadę Brzeźnica z siedzibą GRN w Brzeźnicy utworzono – jako jedną z 8759 gromad na obszarze Polski – w powiecie wałeckim w woj. koszalińskim na mocy uchwały nr 43/54 WRN w Koszalinie z dnia 5 października 1954. W skład jednostki weszły obszary dotychczasowych gromad Brzeźnica i Budy ze zniesionej gminy Szwecja w powiecie wałeckim oraz obszar dotychczasowej gromady Samborsko ze zniesionej gminy Okonek w powiecie szczecineckim w tymże województwie. Dla gromady ustalono 13 członków gromadzkiej rady narodowej.
31 grudnia 1959 z gromady Brzeźnica  wyłączono wieś Budy, włączając ją do gromady Szwecja w tymże powiecie, po czym gromadę Brzeźnica zniesiono, a jej (pozostały) obszar włączono do gromady Sypniewo tamże.